# 오트키르 유수포프
오트키르 다블라트베코비치 유수포프(우즈베크어: Oʻtkir Davlatbekovich Yusupov, 1991년 1월 4일~), 또는 웃키르 다블라트베코비치 유수포프(러시아어: Уткир Давлатбекович Юсупов, 카자흐어: Өткір Дәулетбекұлы Жүсіпов)는 우즈베키스탄의 축구 선수로 포지션은 골키퍼이다. 현재 페르시안 걸프 프로리그의 풀라드 FC와 우즈베키스탄 축구 국가대표팀에서 활동하고 있다.

## 국가대표팀 경력
아랍에미리트에서 열린 2019년 AFC 아시안컵에 참가하는 우즈베키스탄 선수단에 포함되어 해당 대회에 출전했다. 이후 카타르에서 열린 2023년 AFC 아시안컵에 참가했다.